# Karl Theophil Döbbelin

Karl Theophil Döbbelin

Karl Gottlieb Döbbelin bzw. Karl Theophilus Döbbelin, auch Carl Theophil Döbbelin sowie Doebelin oder Döbelin (* 27. Februar 1727 in Königsberg in der Neumark, Mark Brandenburg; † 10. Dezember 1793 in Berlin) war ein deutscher Theaterdirektor und Schauspieler.

## Leben
Döbbelin studierte Rechtswissenschaften an der Universität Halle, wo er wegen Beteiligung an einem Tumult vorzeitig ohne Abschluss fliehen musste, und schloss sich 1750 der Gesellschaft der Neuberin an. Nach Jahren bei wandernden Schauspielertruppen gründete er eine eigene Truppe, die er aber nach kurzer Zeit aufgeben musste. Auch eine zweite Gesellschaft, die er 1757 bildete und mit der er in der Rheingegend spielte, löste sich nach einem Jahr wieder auf.
Danach war Döbbelin bis 1766 Mitglied der Ackermannschen Gesellschaft und ging dann nach Berlin zum Direktor Franziskus Schuch d. J., dem er bei der Abschaffung der Stegreifkomödie half. Von ihm trennte sich Döbbelin im Jahr 1767 und gründete eine dritte Gesellschaft, mit der er mehrere preußische Provinzen durchzog und 1768 Gotthold Ephraim Lessings Minna von Barnhelm in Berlin zum Erfolg brachte. Am Hoftheater in Braunschweig kam unter seiner Leitung 1772 Lessings Emilia Galotti zur Uraufführung.
Nachdem er nach dem Tod von Heinrich Gottfried Koch das Privileg für Berlin erhalten hatte, eröffnete er 1775 sein eigenes Döbbelinsches Theater in der Behrenstraße, das von dieser Zeit an eine feste Bühne wurde. Im Herbst 1777 folgte Johann André einem Ruf von Karl Theophil Döbbelin als Musikdirektor des Döbbelinischen Orchesters. Er entfaltete eine umfangreiche Tätigkeit als Komponist von Singspielen und dirigierte eigene und fremde Werke. Sein Nachfolger 1784 wurde Johann Christian Frischmuth bis zu seinem Tod 1790 – ab 1788 mit Karl Bernhard Wessely.
Auf der Döbbelin’schen Bühne fanden viele theatergeschichtlich bedeutende Aufführungen statt. Hervorzuheben ist das Gastspiel des Hamburger Schauspielers Johann Franz Brockmann im Dezember 1777. Brockmann spielte an 12 Abenden vor ausverkauften Haus den Hamlet in Shakespeares gleichnamigen Stück. Am 29. April 1775 wurde Shakespeares Othello in einer Übersetzung von Johann Joachim Eschenburg erstmals in Berlin gegeben. In der Titelrolle trat Döbbelin selbst auf. Döbbelins Leidenschaft für Shakespeare war von Lessing inspiriert. Daniel Chodowiecki fertigte eine Folge von Bildern an. 1783 erfolgte hier die Uraufführung von Lessings Nathan der Weise, bei der Döbbelin auch den ersten „Nathan“ verkörperte. Am 8. März 1784 erfolgte ebenso die Berliner Erstaufführung von Schillers Die Verschwörung des Fiesco zu Genua, bearbeitet von Karl Martin Plümicke. In der Rolle des Andrea Doria, Herzog von Genua, trat Döbbelin selbst auf, Leonore, die Gemahlin des Fiesko, wurde von Tochter Caroline übernommen.
Nach der Schließung des Döbbelin‘schen Theaters, am 3. Dezember 1786, wurden auf Befehl des Königs den deutschen Schauspielern das leerstehende französische Komödienhaus auf dem Gendarmenmarkt zugewiesen, das der König Friedrich Wilhelm II. zum „Königlichen Nationaltheater“ erhob. Es eröffnete am 5. Dezember 1787 mit einer Rede, „gedichtet und gesprochen“ von Döbbelin. Am 2. Januar 1787 fand die Wiederaufführung des Fiesko unter der Regie Döbbelins statt, nach einer Auseinandersetzung mit ihm wurde das Theater jedoch der königlichen Verwaltung unterstellt. Es wurde am 31. Dezember 1801 geschlossen und ein Neubau errichtet.
Als Theaterdirektor strebte Döbbelin eine gereinigte Bühne an und wusste die besten Kräfte wie Ferdinand Fleck, Joseph Anton Christ, Margarete Schick u. a. an sich zu ziehen. Als Schauspieler gefiel er besonders in typischen Rollen, doch wird sein Hauptverdienst in der Durchsetzung des deutschen Drama zu einer Zeit gesehen, die fast ausschließlich Werke französischer und italienischer Autoren in der Originalsprache aufführte.
Seine erste Ehefrau war Maximiliana Christiana Döbbelin (?–1759), die zweite Friederike Caroline von Klinglin (1739–1793), die in seinen Kompanien mit großem Erfolg die weiblichen Hauptrollen spielte. Als Döbbelin 1774 in Leipzig wegen Spielschulden in Arrest geriet, löste sie ihn jedoch nicht aus, sondern machte sich mit einigen Schauspielern selbständig und ging nach Dresden, wo sie auch in der höfischen Gesellschaft verkehrte. Nach seiner Freilassung ging sie mit ihm nach Berlin und Potsdam, wo sie die Minna und die Emilia gab. Auch Goethes Clavigo und Die Lügner von Carlo Goldoni wurden aufgeführt. 1775 gebar Friederike Caroline einen Sohn August von ihrem Liebhaber, dem Kammerherrn Johann Friedrich von Alvensleben, den sie nach ihrer Scheidung im September 1776 heiratete. Döbbelin heiratete dann in dritter Ehe Regine Elenson (1733–1780).
Zu seinen Kindern zählen die Schauspieler:
- Caroline Maximiliane Döbbelin (1758–1828)
- Conrad Carl Casimir Döbbelin (1763–1821)
- Conrad Carl Theodor Ernst Döbbelin (1799–1856)
- Auguste Döbbelin (1803–1842), Ziehtochter Friederike Carolines und Ehefrau von Conrad Carl Theodor Ernst Döbbelin